# Yuki
Yuki je glavno pleme Yukian Indijanaca iz Kalifornije s Eel Rivera i pritoka. Rana populacija, prema Mooneyu, iznosila je 1700. oko 2,000, a bili su podijeljeni u 7 lokalnih skupina. Njihovo ime u jeziku Wintuna označava stranca ili neprijatelja 'stranger', 'foe'), a isto pleme nazivalo ih je, prema lokaciji, i Noam-kekhl u značenju "west dwelling," ili "western tribe". Treći naziv za njih bio je Chu-mai-a, a dali su im ga Indijanci Pomo. 

## Podjela
- Huititno'm, na South Fork, pritoci Middle Eel River-a.
- Lilshiknom, Eel River
- Odlkátno’m, na južnoj strani Round Valleya
- Onkolukomno'm,
- Sukanom
- Sukshaltatano'm (Sukshultaatanom), na North Forku, pritoci Middle Eel River-a.
- Ta'no'm, na Eel River. ovi su se sastojali od 6 bandi: Kichilpitno'm, Kashansichno'm, Pomahanno'm, Mantno'm, Hanchhotno'm i Ulamolno'm.
- Ukomno'm, oko Round Valleya na sjevernoj strani Middle Forka.
- Utitno'm, na pritokama Middle i South Eel Rivera.
- Witukomno'm, na južnoj strani Middle Eel Rivera.

## Kultura
Tradicionalni teritorij Yukija nalazio se južno od Athapaskana u sjeverozapadnoj Kaliforniji. Kultura ovih ljudi tipična je Kalifornijskim Indijancima, koja uključuje ribolov (losos, 'king salmon'), najveća je vrsta pacifičkog lososa, poznat i kao  'chinook' , kojega love uz glavne tokove rijeka. Njega se može naći od zaljeva Montereya u Kaliforniji do Point Hopea na Aljaski. Nadalje sakupljanje žira u podnožjima Coast Range. Yuki kao i njihovi srodnici Wappo hvatali su skakavce i sakupljali gusjenice po travi i tresli ih s lišća u košare. Yuki su mnogo dublje religiozniji od drugih sjeverno-kalifornijskih plemena. Prema Kroeberu, dijele neke kulturne crte sa Wailakima, u što spada i kult  'the father above' , stvoritelja poznatog kao Taikomol. On se zaziva za vrijeme inicijacije dječaka, a Yuki-liječnik (=šaman) pitat će ga za pomoć u izlječenju bolesti. Njemu se dva puta godišnje, u siječnju i svibnju, održavaju  Acorn Sing (pjesme žira).  Trgovina je u Kaliforniji bila dosta živa među tamošnjim plemenima. 
Yuki su trgovali s Pomo Indijancima kojima su nudili krzna i kože u zamjenu za školjke, među kojima i dentaliju i abalone, morsku travu i mokasine. S Nomlakima se također trgovalo, nudili su im krzna crnog medvjeda u zamjenu za sol i opsidijan. Slično je bilo i u trgovini s plemenima Huchnom i Wailaki. Ovdje je važno napomenuti, da se nudila na 'prodaju', to jest trampila se i roba koju su nabavljali tek od drugih, pa bi išla u krug, slično kao u kula-pohodu Papuo-Melaneza (Trobrijandžana i njihovih susjeda) pred novo-gvinejskom obalom, kako nam je to lijepo opisao Bronislaw Malinowski u svom remek-djelu. Ovo se vjerojatno naročito odnosi na školjke. –Ratni poglavica vođa je svih ratnih družina Yukija, ali nema takav autoritet da nekoga može prisiliti da mu se pridruži ili da ga prisili na pokornost.

## Vanjske poveznice
- Yuki  Arhivirana inačica izvorne stranice od 3. listopada 2009. (Wayback Machine)
- Excavation to Chronicle Yuki History  Arhivirana inačica izvorne stranice od 8. srpnja 2006. (Wayback Machine)
- Yuki, Swanton